# Moriago della Battaglia
Moriago della Battaglia – miejscowość i gmina we Włoszech, w regionie Wenecja Euganejska, w prowincji Treviso.
Według danych na rok 2004 gminę zamieszkiwało 2609 osób, 200,7 os./km².